# السلامة البيولوجية

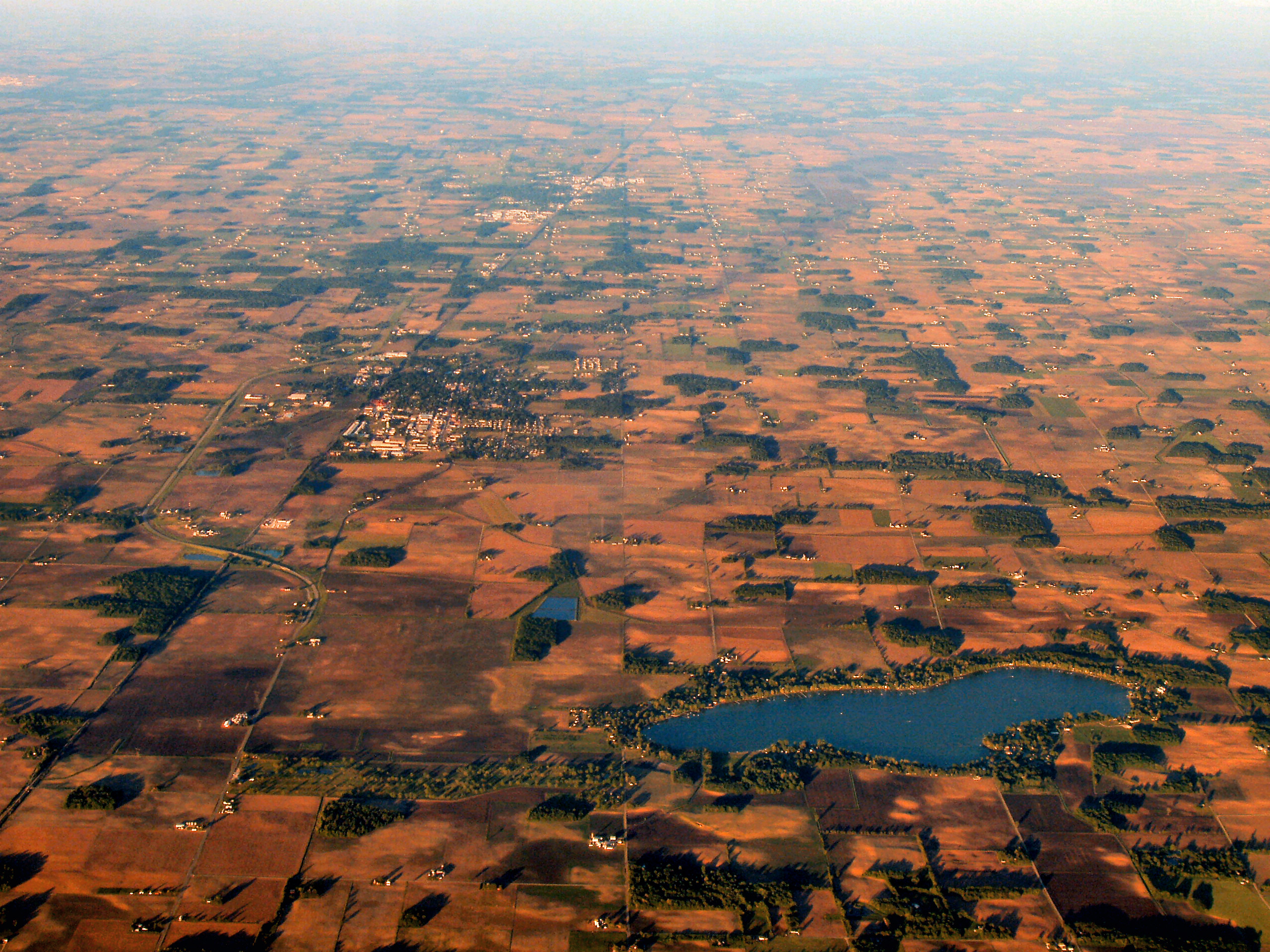
بحيرة بريمن، إنديانا

ترتبط السلامة البيولوجية (بالإنجليزية: Biological integrity)‏ بمدى "نقاء" البيئة ووظيفتها بالنسبة للحالة المحتملة أو الأصلية للنظام البيئي قبل حدوث التغييرات بسبب نشاط البشر. تعتمد السلامة البيولوجية على افتراض أن الانخفاض في قيم وظائف النظام البيئي ناجم في المقام الأول عن النشاط البشري أو التغييرات بسبب النشاط البشري. كلما تغيرت البيئة وعملياتها الأصلية، قلت سلامتها البيولوجية بالنسبة للمجتمع ككل. إذا تغيرت هذه العمليات بمرور الوقت بشكل طبيعي، دون تدخل بشري، فإن سلامة النظام البيئي ستظل سليمة. تعتمد سلامة النظام البيئي بشكل كبير على العمليات التي تحدث داخله لأن تلك العمليات تحدد الكائنات الحية التي يمكنها أن تسكن منطقة ما وتعقيدات تفاعلاتها. تناولت معظم تطبيقات مفهوم السلامة البيولوجية البيئات المائية، ولكن كانت هناك جهود لتطبيق المفهوم على البيئات الأرضية. من الناحية النظرية، فإن تحديد الحالة البِكر للنظام البيئي مُستنتج علميًا، ولكن تحديد أي من الحالات أو الظروف العديدة المحتملة للنظام البيئي هو الهدف المناسب أو المرغوب فيه هو قرار سياسي أو قرار يتعلق بالسياسات وعادة ما يكون محور الخلافات السياسية. إن صحة النظام البيئي هي مفهوم مرتبط بالسلامة البيولوجية ولكنها تختلف عن السلامة البيولوجية في أن "الحالة المرغوبة" للنظام البيئي أو البيئة تعتمد صراحة على قيم أو أولويات المجتمع.

## التاريخ
ظهر مفهوم السلامة البيولوجية لأول مرة في تعديلات عام 1972 لقانون مكافحة تلوث المياه الفيدرالي الأمريكي، المعروف أيضًا باسم قانون المياه النظيفة. كانت وكالة حماية البيئة الأمريكية قد استخدمت هذا المصطلح كوسيلة لقياس المعايير التي ينبغي الحفاظ على المياه بموجبها، ولكن هذه المفردات أثارت سنوات من النقاش ليس فقط حول معنى السلامة البيولوجية، ولكن أيضًا حول كيفية قياسها. رعت وكالة حماية البيئة المؤتمر الأول حول هذا المصطلح في مارس 1975. وقد قدم المؤتمر، الذي أطلق عليه اسم "سلامة المياه"، أول تعريف مقبول للسلامة البيولوجية. في عام 1981، جمعت وكالة حماية البيئة مجموعة من الخبراء من هيئة الأسماك والحياة البرية الأمريكية، والأوساط الأكاديمية، وموظفيها لتحسين التعريف بشكل أكبر وتحديد المؤشرات البيولوجية الرئيسية لقياس السلامة البيولوجية كميًا. ولم يحدد المؤتمر تعريفًا فحسب، بل حدد أيضًا طرقًا لتقييم المجتمع، وقرر أنه يجب استخدام مواقع متعددة لتحديد حالة البيئة.

## التعريف
التعريف المقبول اليوم للسلامة البيولوجية هو: "القدرة على دعم والحفاظ على مجتمع متوازن ومتكامل وقادر على التكيف من الكائنات الحية التي تتمتع بتركيبة أنواع، وتنوع الكائنات وتنظيم وظيفي مماثل لتلك الموجودة في المواطن الطبيعية للمنطقة". ورد هذا التعريف في ورقة ديفيد فراي التي ألقاها في مؤتمر "سلامة المياه" عام 1975. :127-140تتضمن آثار هذا التعريف أن الأنظمة الحية لها مجموعة متنوعة من المقاييس النسبية التي توجد بها، وأنه من الممكن تحديد الأجزاء التي تدعم أو تساهم في عمل النظام، وأنه يجب النظر إلى جميع الأنظمة في سياق بيئاتها وتاريخها التطوري. يُشير هذا المصطلح في المقام الأول إلى البيئات المائية لأن المفردات مشتقة من قانون المياه النظيفة، ولكن يمكن تطبيق نفس المفاهيم على النظم البيئية الأخرى.

## طرق التقييم
من أجل تحديد وتقييم السلامة البيولوجية لنظام ما، قام جيمس كار بصياغة مؤشر السلامة البيولوجية (index of biological integrity IBI) في عام 1981. في هذا المؤشر يُقياس سلامة النظام البيولوجي الأساسي (وظيفته قبل التأثير البشري) والوظائف الحالية للنظام البيئي مقابل بعضها البعض لتقييم مقدار وظيفة النظام البيئي التي جرى الحفاظ عليها. يقوم معهد المعلومات البيولوجية بتقييم النظام البيئي من خلال استخدام المسوحات البيولوجية ومقارنة ثراء الأنواع، والتصنيفات المؤشرية، والهجينة، والأنواع الغازِيَة. تُستخدم مؤشرات السلامة البيولوجية في المقام الأول لتقييم النظم البيئية المائية على الرغم من أن نفس المفهوم ينطبق على قياس السلامة البيولوجية في أي نظام بيئي طبيعي.

## روابط خارجية
- مؤشرات وكالة حماية البيئة - السلامة البيولوجية
- المراقبة الحيوية عبر الإنترنت من خلال تسجيل نشاط الرخويات ثنائية المصراع في جميع أنحاء العالم على مدار الساعة طوال أيام الأسبوع، MolluSCAN نسخة محفوظة 2016-11-13 على موقع واي باك مشين. مشروع.